# Niels van der Kolk
Gerardus Cornelis "Niels" van der Kolk, född 7 oktober 1970 i Veenendaal, är en nederländsk vattenpolospelare.
Niels van der Kolk deltog i den olympiska vattenpoloturneringen vid olympiska sommarspelen 1996 i Atlanta där Nederländerna slutade på tionde plats.